# ななまがり
ななまがりは、吉本興業（東京本社）所属のお笑いコンビ。2008年11月結成。NSC大阪校28期および東京校11期と同期扱い。
NSCの卒業生でなく、オーディションで吉本興業の所属となった。2014年に大阪から東京へ活動拠点を移した。キングオブコント2016ファイナリスト、THE SECOND～漫才トーナメント～ 2024ファイナリスト、ダブルインパクト2025ファイナリスト。
2020年10月22日、ななまがりトークライブ「ななしゃべり」の質問コーナーにてななまがりファンの呼称を「架空客ペセ」と森下が命名した。

## メンバー
森下 直人（もりした なおと、1986年5月20日 - ）（39歳）
ボケ担当、立ち位置は向かって左。
- 神奈川県横浜市出身。大阪芸術大学卒業。かわら長介放送作家魁塾4期。
- 身長168.5 cm、体重62 kg。血液型O型。
- 趣味：サウナ、ファッション、ぬいぐるみ好き 、キャラクター（ポケモン、デニャーズ）、漫画、ドラマ鑑賞。
- 特技：数学、中距離走、リフティング。
- R-1グランプリ2020ファイナリスト。披露したネタは「乳首隠せない男」。
- 一人暮らしを始めた当初に住んでいた物件で害虫が大量発生した経験から、何度引っ越しても自分の家で食べ物が食べられない。
- 兄が一人いる。

初瀬 悠太（はつせ ゆうた、1986年4月5日 - ）（39歳）
ツッコミ担当、立ち位置は向かって右。
- 香川県高松市出身。大阪芸術大学卒業。NSC岡山校1期中退（高校生時代）。
- 身長181 cm、体重85 kg。血液型O型。
- 趣味：プロ野球（千葉ロッテマリーンズファン）
- 特技：大声（よこすか大声大会優勝）、目力、カエル倒立。
- 既婚。2022年11月22日に一般女性と結婚したことを報告した。証人は相方の森下、大阪芸術大学の先輩のミルクボーイ内海。愛妻家。
- 2025年7月1日、第1子となる男児が誕生。

## 来歴
- 2人とも大阪芸術大学の出身。
- 在学中は落語研究寄席の会と桑原征平（元関西テレビアナウンサー、当時は客員教授）が主宰するゼミに所属していた。
- 当時は先輩にミルクボーイ、後輩に鈴木もぐら（空気階段）と落語家の笑福亭智丸がいた。
- 森下がM-1グランプリへ出場したいという理由で落語研究寄席の会のメンバーに相方募集のメールを一斉送信するも、返信が来たのは初瀬からだけだった。これを機にM-1グランプリ用の仮コンビを結成。1回戦で酷く滑って敗退し、その悔しさから活動を続けることになり今に至る。
- 2007年、『カイブツ』（日本テレビ）に出演した際、MCのきたろうからASH&Dコーポレーションにスカウトされた。しかし同時期に吉本のオーディションで合格となり、吉本所属を選んだ。吉本所属以降もきたろうからは「天才コンビ」と呼ばれており、きたろう単独ライブに出演したりと交流が続いている。
- 2008年11月、正式にコンビ結成。
- コンビ名の由来は照れから「辞書で指差した単語にしよう」ということになり、指した文字が「ななまがり」だったことから。森下の出身地である神奈川県横浜市には、「七曲（り）」とついた地名が多数ある。
- 2014年、活動拠点を大阪から東京へ移転。
- 2016年、キングオブコントファイナリストとなる。
- 2019年5月 、『水曜日のダウンタウン』（TBSテレビ）の企画である『新元号当てられるまで脱出できない生活』に出演し、大きく知名度を上げる。ギャラクシー賞2019年5月度月間賞を受賞する[7]。
- 2020年、森下がR-1ぐらんぷりファイナリストとなる。
- 2021年1月1日、生放送『日本で一番早いお笑いバトル!フットンダ王決定戦2021』（日本テレビ）に100通を超える「モジり書類審査」応募の中から「ワイルドカード」として本選に森下が出場決定。

- 2024年5月18日、第2回THE SOCOND ～漫才トーナメント～・グランプリファイナルに進出。一回戦でタモンズに1点差で敗北した。

## エピソード
森下
- 大阪芸術大学、落語研究寄席の会での高座名は、東家 二刀流（あずまや むさし）。
- かつては同期の南條庄助（すゑひろがりず）、長峰正典（ロングロング）とルームシェアをしていた。南條とは親友。
- キモお兄さん、架空ものまねタレントムーシー藤田、ぬいぐるみかわいニストnao、中身ジャニーズ 生田潤など様々なキャラクターが存在する。
- 2020年頃から「架空芸能人ものまね」が注目され始め、｢チャンスの時間｣（ABEMA SPECIAL）や「勇者ああああ 〜ゲーム知識ゼロでもなんとなく見られるゲーム番組〜｣（テレビ東京）に複数回出演。
- 高校卒業後、初めて一人暮らしをしたアパートが不潔で夏にバルサンを炊いたところゴキブリが55匹死んでいたことから自分の部屋イコール汚いという概念が生まれた事で、それ以降自分の家の中で食事ができない。
- 2021年1月1日、生放送番組「フットンダ 日本で一番早いお笑いバトル!フットンダ王決定戦2021」に100通を超える「モジり書類審査」応募の中から“ワイルドカード”として本選へ出場が決まった。
- 横浜出身だが、大阪芸術大学に在籍したのもあり、大阪吉本出身組でもあることから普段は関西弁で話す。
- 架空芸能人「浜田こうすけ」の生みの親。
- 2024年にコンビでTHE SECOND 〜漫才トーナメント〜で決勝進出したことにより、漫才（THE SECOND）、コント（キングオブコント2016）、ピン芸（R-1ぐらんぷり2020）の3種類で決勝進出したトリプルファイナリストを達成した。これは野田クリスタル（マヂカルラブリー）に続き2人目である。2025年にはコンビでダブルインパクトの決勝に進出したため史上初のクアドラブルファイナリストとなった。

初瀬
- 大阪芸術大学、落語研究寄席の会での高座名は、東家 四六歩（あずまや よんろくふ）。
- 小学生の頃から千葉ロッテマリーンズファンで、一番好きな選手は黒木知宏（2007年引退）。考え方、芸風は黒木のプレースタイルに強く影響を受けているという。
- 実家は香川県高松市で「つるいち」という讃岐うどん屋を経営していたが、2021年6月18日をもって閉店。父は2010年「さぬきうどん技能グランプリ」ファイナリスト。
- 大阪芸術大学では1年生の時に新入生歓迎イベントで当時落研（落語研究寄席の会）に所属していたミルクボーイの漫才を見て、その面白さに衝撃を受け入会を決める。落研時代から内海とは非常に仲が良く、吉本に所属してからも大阪時代はずっと一緒にいた。
- 同期の三島達矢（すゑひろがりず）とは親友。
- 上京してから約7年間、後輩とルームシェアをしていた。当初のメンバーは、初瀬、KLキンジョー、グリフォン國松。引っ越しやメンバーの入れ替えを経て、方南町駅近くの物件でゲラゲラ星人、原田フニャオ（ダンビラムーチョ）、有宗高志（キンボシ）とのルームシェアを開始。「方南町ハウス」の通称で、トークライブなどを開催していた。2020年秋、同じメンバーで新中野駅近くの物件に引っ越し、通称を「新中野ハウス」に変更。2021年5月、えいながチョコレートかずひろ（サンジェルマン）が加入し、同月末、ゲラゲラ星人が脱退。同年12月、ルームシェアを解消した。
- 「大好き過ぎる」と公言している彼女がおり、初瀬のことはわんわん、彼女のことはにゃんにゃんと呼び合っている。由来はEテレの乳幼児向け教養番組『いないいないばあっ!』に登場する犬のキャラクター・ワンワンに初瀬の顔が似ていると彼女が言ったことから。犬とペア的な動物は猫なので彼女は必然的ににゃんにゃんとなった。2021年12月末に後輩芸人たちとのルームシェアを解消後、にゃんにゃんと半同棲を始めた。2022年11月22日、"わんわん（11）にゃんにゃん（22）の日"に入籍した。
- Twitterでは「ななまがり初瀬の類似犬『わんわん』です」と名乗る本人のアカウントも存在する。

## 芸風
- 基本的にコント専攻だったが、後に漫才にも力を入れており、M-1グランプリ2020においては1回戦、9月14日では1位通過であった[30]。2016年から6年連続準々決勝敗退していたが、2022年・2023年には準決勝進出を成し遂げた(2023年がラストイヤーであった)。
- 漫才の際につかみとして、

森下「僕が、ななまがりの○○の方で」
初瀬「あぁん？」
森下「こいつが、□□です」
初瀬「は～」
というやり取りを行う。
（「○○の方で」で森下が自身の優れている部分を示して初瀬を見下すと思わせ、「□□です」で実は初瀬がより優れていることを示す。初瀬は「○○の方で」と言われた時は怒った顔になり、「□□です」と言われた時は嬉しい顔をする。森下は「こいつが」のところで初瀬を指差し、初瀬の「は～」に合わせて、左手を初瀬の背中、右手を初瀬の腹部に添えるような動きをする。)
(例)
森下「僕が、ななまがりの面白い方で」
初瀬「あぁん？」
森下「こいつが、超面白い方です」
初瀬「は～」
フェリシモからこのつかみを商品化した「よしもとコラボ　ななまがり つかみでハァ～♪かるた」が販売されている。
- ネタは2人で作っており、場所を変えながら長時間ネタ合わせすることもある。
- 大喜利は「頭脳くん」「パズル」等の有名な大喜利ライブで優勝経験がある。
- 大阪時代から共通語でネタを演じている。

## 賞レース等の戦歴

### コンビ
| 年度             | 結果         | 会場                            | 日程          | 備考                                           |
| ---------------- | ------------ | ------------------------------- | ------------- | ---------------------------------------------- |
| 2008年（第1回）  | 2回戦進出    | ヨシモト∞ホール大阪             | 8月24日       |                                                |
| 2009年（第2回）  | 3回戦進出    | テイジンホール                  | 8月22日       |                                                |
| 2010年（第3回）  | 3回戦進出    | メルパルクホール                | 8月17日       |                                                |
| 2011年（第4回）  | 3回戦進出    | テイジンホール                  | 8月14日       |                                                |
| 2012年（第5回）  | 準々決勝進出 | テイジンホール                  | 8月21日       |                                                |
| 2013年（第6回）  | 2回戦進出    | テイジンホール                  | 8月10日       |                                                |
| 2014年（第7回）  | 準決勝進出   | 赤坂BLITZ                       | 9月9日        |                                                |
| 2015年（第8回）  | 準決勝進出   | 赤坂BLITZ                       | 8月27日       | シード権制度により2回戦から参加                |
| 2016年（第9回）  | 決勝9位      | TBS                             | 10月2日       | 決勝キャッチフレーズ「正体不明のダークホース」 |
| 2017年（第10回） | 準決勝進出   | 赤坂BLITZ                       | 9月7日・8日   | この年からシード権制度により準々決勝から参加   |
| 2018年（第11回） | 準決勝進出   | 赤坂BLITZ                       | 9月6日・7日   |                                                |
| 2019年（第12回） | 準決勝進出   | マイナビBLITZ赤坂               | 9月5日・6日   |                                                |
| 2020年（第13回） | 準決勝進出   | マイナビBLITZ赤坂               | 9月3日・4日   |                                                |
| 2021年（第14回） | 準々決勝敗退 | きゅりあん小ホール              | 8月13日       |                                                |
| 2022年（第15回） | 準決勝進出   | 新宿文化センター 大ホール       | 9月1日・2日   |                                                |
| 2023年（第16回） | 準決勝進出   | めぐろパーシモンホール 大ホール | 9月20日・21日 |                                                |
| 2024年（第17回） | 準決勝進出   | なかのZERO 大ホール             | 9月5日・6日   |                                                |

| 年度             | 結果         | エントリー No. | 会場                          | 日程     | 備考                                         |
| ---------------- | ------------ | -------------- | ----------------------------- | -------- | -------------------------------------------- |
| 2005年（第5回）  | 1回戦敗退    |                | [大阪] NGKスタジオ            | 10月22日 | アマチュア時代に出場                         |
| 2006年（第6回）  | 2回戦進出    | 393            | [大阪] baseよしもと           | 10月29日 | アマチュア時代に出場                         |
| 2007年（第7回）  | 2回戦進出    |                | [大阪] ABCホール              | 11月11日 | アマチュア時代に出場                         |
| 2008年（第8回）  | 1回戦敗退    |                | [大阪] baseよしもと           | 8月31日  | アマチュア時代に出場                         |
| 2009年（第9回）  | 3回戦進出    |                | [大阪] 京橋花月               | 11月29日 |                                              |
| 2010年（第10回） | 準々決勝進出 | 1424           | [大阪] なんばグランド花月     | 12月4日  | 3回戦敗退後、追加合格で準々決勝進出 予選62位 |
| 2015年（第11回） | 2回戦進出    | 1271           | [東京] 雷5656会館ときわホール | 10月13日 |                                              |
| 2016年（第12回） | 準々決勝進出 | 888            | [東京] NEW PIER HALL          | 11月6日  | 2回戦敗退後、追加合格で3回戦に進出           |
| 2017年（第13回） | 準々決勝進出 | 3638           | [東京] 浅草公会堂             | 11月3日  |                                              |
| 2018年（第14回） | 準々決勝進出 | 787            | [東京] NEW PIER HALL          | 11月6日  |                                              |
| 2019年（第15回） | 準々決勝進出 | 1379           | [東京] NEW PIER HALL          | 11月19日 |                                              |
| 2020年（第16回） | 準々決勝進出 | 683            | [東京] NEW PIER HALL          | 11月17日 |                                              |
| 2021年（第17回） | 準々決勝進出 | 1763           | [東京] ルミネtheよしもと      | 11月16日 |                                              |
| 2022年（第18回） | 準決勝進出   | 1499           | [東京] NEW PIER HALL          | 11月30日 | 敗者復活戦8位                                |
| 2023年（第19回） | 準決勝進出   | 2241           | [東京] NEW PIER HALL          | 12月7日  | 敗者復活戦出場                               |

| 年度   | 結果                         | 備考         |
| ------ | ---------------------------- | ------------ |
| 2024年 | グランプリファイナル ベスト8 | 初出場       |
| 2025年 | ノックアウトステージ16→8進出 | スーパーサブ |

その他
- 2022年 30-1グランプリ（水曜日のダウンタウン） - 3位
- 2023年 第1回 つかみ-1グランプリ - 優勝
- 2023年 お笑いゲームネタNo.1決定戦 ゲームネタグランプリ 第2回 - 本戦進出
- 2024年 お笑いエスポワール号 - 優勝
- 2024年 30-1グランプリ - 優勝[76]
- 2025年 ダブルインパクト 決勝6位

### 森下
| 年度             | 結果                                                       | 会場                                                       | 日程                                                       | 備考                                                       |
| ---------------- | ---------------------------------------------------------- | ---------------------------------------------------------- | ---------------------------------------------------------- | ---------------------------------------------------------- |
| 2007年（第5回）  | 2回戦進出                                                  | [大阪] ヨシモト∞ホール大阪                                 | 1月27日                                                    | アマチュア時代に出場 ｢ペーパーサーバー」名義               |
| 2008年（第6回）  | 1回戦敗退                                                  | [大阪] パークスホール                                      | 1月14日                                                    | アマチュア時代に出場 ｢ペーパーサーバー」名義               |
| 2009年（第7回）  | 不出場                                                     | 不出場                                                     | 不出場                                                     | 不出場                                                     |
| 2010年（第8回）  | 1回戦敗退                                                  | [大阪] パークスホール                                      | 1月14日                                                    | ｢ペーパーサーバー」名義                                    |
| 2011年（第9回）  | 2回戦進出                                                  | [大阪] テイジンホール                                      | 1月17日                                                    | ｢ペーパーサーバー」名義                                    |
| 2012年（第10回） | 1回戦敗退                                                  | [大阪] ワッハ上方                                          | 1月24日                                                    | ｢ペーパーサーバー」名義                                    |
| 2013年（第11回） | 2回戦進出                                                  | [大阪] テイジンホール                                      | 1月13日                                                    | ｢ペーパーサーバー」名義                                    |
| 2014年（第12回） | 3回戦進出                                                  | [大阪] 5upよしもと                                         | 2月11日                                                    |                                                            |
| 2015年（第13回） | 1回戦敗退                                                  | [東京] 新宿シアターモリエール                              | 12月24日                                                   |                                                            |
| 2016年（第14回） | 2回戦進出                                                  | [東京] TOKYO FM HALL                                       | 1月23日                                                    |                                                            |
| 2017年（第15回） | 1回戦敗退                                                  | [東京] 新宿シアターモリエール                              | 1月6日                                                     |                                                            |
| 2018年（第16回） | 3回戦進出                                                  | [東京] ヨシモト∞ホール                                     | 1月29日                                                    | ｢キモお兄さん」名義                                        |
| 2019年（第17回） | 1回戦敗退                                                  | [東京] 新宿シアターブラッツ                                | 1月9日                                                     |                                                            |
| 2020年（第18回） | 決勝進出 Bブロック3位                                      | [東京] フジテレビ                                          | 3月8日                                                     |                                                            |
| 2021年（第19回） | 不出場（大会の出場条件が「芸歴10年以下」に変更されたため） | 不出場（大会の出場条件が「芸歴10年以下」に変更されたため） | 不出場（大会の出場条件が「芸歴10年以下」に変更されたため） | 不出場（大会の出場条件が「芸歴10年以下」に変更されたため） |
| 2022年（第20回） | 不出場（大会の出場条件が「芸歴10年以下」に変更されたため） | 不出場（大会の出場条件が「芸歴10年以下」に変更されたため） | 不出場（大会の出場条件が「芸歴10年以下」に変更されたため） | 不出場（大会の出場条件が「芸歴10年以下」に変更されたため） |
| 2023年（第21回） | 不出場（大会の出場条件が「芸歴10年以下」に変更されたため） | 不出場（大会の出場条件が「芸歴10年以下」に変更されたため） | 不出場（大会の出場条件が「芸歴10年以下」に変更されたため） | 不出場（大会の出場条件が「芸歴10年以下」に変更されたため） |
| 2024年（第22回） | 準決勝進出                                                 | [東京] 有楽町朝日ホール                                    | 2月11日                                                    | 大会の芸歴制限が撤廃され、出場資格復活                     |
| 2025年(第23回)   | 準々決勝進出                                               | [東京]ルミネtheよしもと                                    | 1月16日                                                    |                                                            |

その他
- 2025年 第四回まいにち大喜利グランプリ優勝

### 初瀬
| 年度             | 結果                                                       | 会場                                                       | 日程                                                       | 備考                                                       |
| ---------------- | ---------------------------------------------------------- | ---------------------------------------------------------- | ---------------------------------------------------------- | ---------------------------------------------------------- |
| 2007年（第5回）  | 1回戦敗退                                                  | [大阪] 大阪国際交流センター小ホール                        | 1月14日                                                    | アマチュア時代に出場 「はつせ」名義                        |
| 2008年（第6回）  | 1回戦敗退                                                  | [大阪] パークスホール                                      | 1月14日                                                    | アマチュア時代に出場 「ウッズ」名義                        |
| 2009年（第7回）  | 不出場                                                     | 不出場                                                     | 不出場                                                     | 不出場                                                     |
| 2010年（第8回）  | 不出場                                                     | 不出場                                                     | 不出場                                                     | 不出場                                                     |
| 2011年（第9回）  | 不出場                                                     | 不出場                                                     | 不出場                                                     | 不出場                                                     |
| 2012年（第10回） | 2回戦進出                                                  | [大阪] HEP HALL                                            | 2月12日                                                    |                                                            |
| 2013年（第11回） | 3回戦進出                                                  | [大阪] 5upよしもと                                         | 1月19日                                                    |                                                            |
| 2014年（第12回） | 3回戦進出                                                  | [大阪] 5upよしもと                                         | 2月11日                                                    | ｢なんじゃい初瀬」名義                                      |
| 2015年（第13回） | 2回戦進出                                                  | [東京] TOKYO FM HALL                                       | 1月19日                                                    |                                                            |
| 2016年（第14回） | 2回戦進出                                                  | [東京] TOKYO FM HALL                                       | 1月23日                                                    |                                                            |
| 2017年（第15回） | 3回戦進出                                                  | [東京] ヨシモト∞ホール                                     | 1月27日                                                    |                                                            |
| 2018年（第16回） | 1回戦敗退                                                  | [東京] 新宿シアターブラッツ                                | 1月9日                                                     |                                                            |
| 2019年（第17回） | 2回戦進出                                                  | [東京] 新宿シアターモリエール                              | 1月19日                                                    |                                                            |
| 2020年（第18回） | 3回戦進出                                                  | [東京] ヨシモト∞ホール                                     | 2月3日                                                     |                                                            |
| 2021年（第19回） | 不出場（大会の出場条件が「芸歴10年以下」に変更されたため） | 不出場（大会の出場条件が「芸歴10年以下」に変更されたため） | 不出場（大会の出場条件が「芸歴10年以下」に変更されたため） | 不出場（大会の出場条件が「芸歴10年以下」に変更されたため） |
| 2022年（第20回） | 不出場（大会の出場条件が「芸歴10年以下」に変更されたため） | 不出場（大会の出場条件が「芸歴10年以下」に変更されたため） | 不出場（大会の出場条件が「芸歴10年以下」に変更されたため） | 不出場（大会の出場条件が「芸歴10年以下」に変更されたため） |
| 2023年（第21回） | 不出場（大会の出場条件が「芸歴10年以下」に変更されたため） | 不出場（大会の出場条件が「芸歴10年以下」に変更されたため） | 不出場（大会の出場条件が「芸歴10年以下」に変更されたため） | 不出場（大会の出場条件が「芸歴10年以下」に変更されたため） |
| 2024年（第22回） | 2回戦進出                                                  | [東京] シダックスカルチャーホール                          | 1月22日                                                    | 大会の芸歴制限が撤廃され、出場資格復活                     |
| 2025年（第23回） | 準決勝進出                                                 | [東京] NEW PIER HALL                                       | 2月2日                                                     |                                                            |

その他
- 2014年 よこすか大声大会 - 優勝
- 千原ジュニアの座王第311回 - 優勝
- 千原ジュニアの座王第323回(チャンピオン大会) - 優勝

## 単独ライブ
- 2012年04月07日 - ななまがり第一回単独公演『美ゴミ（びゴミ）』 5upよしもと ※初単独ライブ
- 2012年07月17日 - ななまがり第二回単独公演『真つき（まことつき）』 5upよしもと
- 2012年11月17日 - ななまがり第三回単独公演『正ちい（ただちい）』 5upよしもと
- 2013年03月28日 - ななまがり第四回単独公演『掛ゼロ（かけるゼロ）』 5upよしもと
- 2013年08月08日 - ななまがり第五回単独公演『その世（そのよ）』 5upよしもと
- 2014年02月27日 - 『ななまがりの惜しまれ卒業公演』 5upよしもと
- 2014年07月07日 - 『ななまがりの日』 5upよしもと
- 2015年01月11日 - 『ななまがり界』 シアターD ※初東京単独ライブ
- 2015年05月20日 - 『ななまがり力』 シアターD
- 2015年11月17日 - 『ななまがり心』 シアターD
- 2016年05月21日 - 『ななまがり光』 シアターD
- 2017年02月04日 - 『あと、ひとまがり』 ルミネtheよしもと ※初ルミネ単独ライブ
- 2017年06月26日 - 『NAOTO&YUTA』 神保町花月
- 2018年01月06日 - 『まがりコメディ』 ルミネtheよしもと
- 2018年05月12日 - 『フライガイザー』 キンケロ・シアター
- 2019年07月23日 - 『歯姫元年』 ヨシモト∞ホール
- 2020年07月29日 - 『うれしい』 大宮ラクーンよしもと劇場
- 2021年03月23日 - 『曲者王（くせものおう）』 ルミネtheよしもと
- 2022年04月09日 - 『ななまつり二〇二二 〜玄武〜』 北沢タウンホール
- 2022年04月09日 - 『ななまつり二〇二二 〜青龍〜』 北沢タウンホール
- 2022年04月10日 - 『ななまつり二〇二二 〜朱雀〜』 北沢タウンホール
- 2022年04月10日 - 『ななまつり二〇二二 〜白虎〜』 北沢タウンホール
- 2022年08月28日 - 『ななまつり二〇二二 〜黄龍〜』 なんばグランド花月 ※初NGK単独ライブ
- 2023年01月09日 - 漫才単独ライブ『ななまんざい』紀伊國屋サザンシアター[108][109]

## 出演番組

### テレビ

#### 過去のレギュラー出演
- もってる!? モテるくん（読売テレビ）森下のみ
- おはスタ（テレビ東京）森下のみ
- 実写版テレビ野郎 ナナーナ（テレビ東京）森下のみ
- パクチーテレビ（2025年4月3日 - 4月24日、テレビ朝日）

### ラジオ

#### パーソナリティ担当
- ななまがりのオンスト（YES-fm、2013年4月8日 - 6月24日）
- マイナビ Laughter Night 月間チャンピオントーク（ラジオクラウド、2019年3月29日・4月1日）
- 芸人お試しラジオ「デドコロ」（火曜会、2022年1月31日 - 3月27日）※2か月限定（全8回）[110]
- ななまがりのMBSヤンジュダムンNEXT（MBSラジオ、2023年11月5日 - ）
- ななまがりのSecond I.D ( Artistspoken、2023年5月30日 - )

### 配信番組
- よしログ（GYAO!）不定期出演
- 疑心暗鬼大喜利バトル〜滑狼〜 ニコニコゲート（ニコニコ生放送、2019年4月9日、12月24日 - ）2019年12月24日以降、森下のみレギュラー出演
- お笑いストリートファイト（AbemaTV、2023年8月2日 - 9月13日[111]）